# Indiana Jones and His Desktop Adventures
Indiana Jones and His Desktop Adventures est un jeu vidéo d'aventure développé et édité par LucasArts, sorti en 1996 sur Windows et Mac.
Le moteur du jeu a été repris pour Star Wars: Yoda Stories.

## Accueil
- PC Team : 93 %[1]